# VT Hambourg
Le Volleyball-Team Hamburg est un club allemand de volley-ball féminin fondé en 1921 et basé à Hambourg qui évolue pour la saison 2018-2019 en 2. Bundesliga Nord.

## Palmarès
- Coupe d'Allemagne
  - Finaliste : 2002, 2004, 2008.

## Effectifs

### Saison 2018-2019
| No                                         | Nom                                        | Date de naissance                          | Taille                         | Poids                          | Poste                          |
| ------------------------------------------ | ------------------------------------------ | ------------------------------------------ | ------------------------------ | ------------------------------ | ------------------------------ |
| 1                                          | Lisa Senger                                | 6 juillet 1998                             | 176                            |                                | Passeuse                       |
| 2                                          | Mie Maleen Dickau                          | 29 janvier 2000                            | 174                            |                                | Libero                         |
| 4                                          | Hannah Mörke                               | 19 janvier 2000                            | 184                            |                                | Centrale                       |
| 6                                          | Stina-Marie Schimmler                      | 26 mai 1998                                | 180                            |                                | Réceptionneuse-attaquante      |
| 7                                          | Gina Köppen                                | 4 décembre 1998                            | 187                            | 68                             | Réceptionneuse-attaquante      |
| 8                                          | Annalena Grätz                             | 22 mars 1997                               | 185                            | 68                             | Réceptionneuse-attaquante      |
| 9                                          | Luise Klein                                | 15 janvier 1999                            | 178                            | 59                             | Passeuse                       |
| 11                                         | Lene Stegelmann                            | 14 octobre 1999                            | 181                            |                                | Libero                         |
| 12                                         | Juliane Köhler                             | 24 août 1996                               | 185                            |                                | Réceptionneuse-attaquante      |
| 15                                         | Svea Frobel                                | 27 novembre 2000                           | 184                            |                                | Réceptionneuse-attaquante      |
| 16                                         | Anna Jungjohann                            | 8 décembre 2000                            | 191                            |                                | Centrale                       |
| 18                                         | Christin Adam                              | 8 mai 1993                                 | 185                            |                                | Centrale                       |
|                                            |                                            |                                            |                                |                                |                                |
| Encadrement technique                      | Encadrement technique                      |                                            | Légende                        | Légende                        | Légende                        |
| Entraîneur : Helmut von Soosten            | Entraîneur : Helmut von Soosten            | Entraîneur : Helmut von Soosten            | : Capitaine                    | : Capitaine                    | : Capitaine                    |
| Entraîneur(s) adjoint(s) : Matthias Krause | Entraîneur(s) adjoint(s) : Matthias Krause | Entraîneur(s) adjoint(s) : Matthias Krause | : Joueuse blessée actuellement | : Joueuse blessée actuellement | : Joueuse blessée actuellement |